# طب المستشفيات
طب المستشفيات في الولايات المتحدة هو فرع الطب الذي يعني برعاية المرضى الذين يعانون من مرض حاد للغاية. يسمى الأطباء، ومساعدو الأطباء، ومساعدو التمريض الذين يركزون تركيزاً أساسياً على العناية بالمرضى أثناء وجودهم في المستشفيات بمتخصصي المستشفى.
وقد امتد هذا النوع من الممارسة الطبية إلى دولٍ أخرى خارج الولايات المتحدة وكندا.
وقد تم صياغة مصطلح متخصصي المستشفيات لأول مرة بواسطة «روبرت واشتر» و«لي غولدمان» في عام 1996م في جريدة نيو إنغلاند للمقالات الطبية، ويشمل نطاق طب المستشفيات الرعاية الحادة للمرضى، والتعليم، والبحوث، والقيادة التنفيذية المتعلقة بتقديم الرعاية في المستشفيات.
يشبه طب المستشفيات طب الطوارئ لأنه يختص بموقع الرعاية (المستشفى) فقط، ولا يختص بعضو معين (مثل أمراض القلب)، أو مرض معين (مثل الأورام)، أو سن معين (مثل طب الأطفال).
يتشابه طب المستشفى مع طب الحالات الحادة ويختلف عنه في بعض الأشياء في المملكة المتحدة، مما يعكس اختلافات في النظام الصحي.

## التدريب
متخصصي المستشفيات هم أطباء مع مدرس طبيب (دكتوراه في الطب) أو مدرس تخدير (دكتوراه في التخدير) وكذلك ممرضين ممارسين عادةً مع درجة الماجستير أو الدكتوراة ومساعدي أطباء بدرجة ماجستير غالباً.
وعلى الرغم من أنه كان يعتقد عموماً أن برنامج الإقامة في المستشفيات مع المرضى يوفر تدريباً جيداً لمتخصصي المستشفيات، إلا أنه قد وجدت الدراسات أن تدريب الإقامة العام في المستشفيات غير كافٍ لأن مشاكل متخصصي المستشفيات الشائعة مثل علم الأعصاب، والرعاية الملطفة، والطب الإستشاري، وتحسين الجودة تميل لأن تكون غير ظاهرة.
ولمعالجة هذا الخلل بدأت برامج الإقامة تطوير مسارات المستشفى مع تعليم أكثر تفصيلاً، وقد بدأت العديد من الجامعات أيضاً برامج الزمالات الخاصة بطب المستشفيات.
وفقاً لإستطلاع عن طب المستشفيات تم إجرائه بواسطة جمعية إدارة المجموعة الطبية وجمعية طب المستشفيات، يتخصص 89.60% من متخصصي المستشفيات في الطب الباطني العام، يتخصص 5.5% في تخصص طب الأطفال، 3.7% في طب الأسرة، 1.2% في طب الأطفال الداخلي.
كما أفادت بيانات الإستطلاع أن 53.5% من متخصصي المستشفيات تم توظيفهم بواسطة المستشفيات أو نظام التسليم الكامل، بينما تم توظيف 25.3% من قبل جماعات متخصصي المستشفيات المستقلة.
ووفقاً لبيانات حديثة يوجد 50000 من متخصصي المستشفيات الذين يعملون في حوالي 75% من المستشفيات في الولايات المتحدة، بما في ذلك جميع المراكز الطبية الأكاديمية ذات المرتبة العالية.

### كندا
في كندا لا توجد حالياً برامج الإقامة الرسمية المتخصصة لطب المستشفيات، ومع ذلك فإن بعض الجامعات مثل جامعة ماكجيل في مونتريال قد وضعت بعض برامج طب الأسرة التي تركز بشكل أساسي على طب المستشفيات.
يتوفر هذه البرنامج للأطباء الممارسين ومتخصصي طب الأسرة المقيمين، لمدة ستة شهور إلى اثني عشر شهراً.
والهدف الرئيسي من هذا البرنامج هو إعداد الأطباء مع التدريب لممارسة طب الأسرة لتولي دور المتخصصين الآخرين، مثل أطباء القلب، وأطباء الأعصاب، وأطباء الكلى.
وعلاوةً على ذلك يعد البرنامج متخصصي طب الأسرة من خلال منحهم مجموعة من المهارات اللازمة لرعاية المرضى في المستشفى.

## التاريخ
يعد طب المستشفيات ظاهرة حديثة نسبياً على الطب الأمريكي، حيث لم يسمع به قبل جيل من الآن. وعلى هذا النحو فإنه يعد التخصص الأسرع نمواً في الطب، ونشأ هذا النوع من الممارسة نتيجة ثلاثة تحولات قوية في الممارسة الطبية.
- وضعت جميع الولايات تقريباً، فضلاً عن منظمات اعتماد الإقامة الوطنية، ومجلس الاعتماد للتعليم الطبي العالي، والجمعية الأمريكية لطب العظام قيوداً على ساعات عمل الموظفين من المنزل، وعدد الساعات التي يمكن للمدربين والمقيمين العمل فيها.

يؤدي متخصصو المستشفيات نفس المهام التي أداها الأطباء المقيمين سابقاً، وعلى الرغم من هذا فإنه عادةً ما يشار إلى متخصصي المستشفيات أنهم مدير المنزل بدلاً من طبيب المستشفى.
الفرق الجوهري بين متخصص المستشفى ومدير المنزل هو أن متخصص المستشفى يحضر كطبيب للمريض عندما يكون بالمستشفى، بينما يقوم مدير المنزل بتحويل المريض لطبيب آخر ويهتم بالمريض حتى يتمكن من رؤية الطبيب المناسب.
- يعاني معظم أطباء الرعاية الأولية من تقلص دور الرعاية في المستشفيات، بينما يجد الكثيرون أن باستطاعتهم توليد الكثير من العائدات خلال الساعات التي يقضونها في المكتب.

غالباً ما يشارك متخصصي المستشفيات في تطوير وإدارة جوانب عمليات المستشفى مثل تدفق المرضى الداخليين وتحسين الجودة.
وقد كان الدافع وراء تشكيل مسارات التدريب في المستشفيات في برامج الإقامة الجزئية هو الحاجة إلى تثقيف متخصصي المستشفى المستقبليين حول الجوانب التجارية والتشغيلية للطب، حيث أن هذه المواضيع لا تغطيها الإقامة التقليدية.